# Coelinidea ruficollis
Coelinidea ruficollis är en stekelart som först beskrevs av Herrich-Schäffer 1838.  Coelinidea ruficollis ingår i släktet Coelinidea och familjen bracksteklar. Arten är reproducerande i Sverige. Inga underarter finns listade i Catalogue of Life.